# 惠州市南山学校
惠州市南山学校，前身为惠州市第一中学南山学校（简称惠州一中南山学校或南山一中），于2001年9月由惠州市第一中学和深圳市东升教育集团联合创办的民办公助学校，2004年9月惠州一中重新开办初中后学校随之改为现名。2005年被评定为惠州市一级学校，2008年被评定为广东省一级学校，这是目前惠州市所有民办学校中唯一的省一级学校。

## 创办学校
惠州市第一中学是惠州市公认最优秀的中学，但曾一度停办初中。2001年夏惠州一中开始筹划开办以自身师资力量为基础的民营初中，并接受报名和入学测试。同年九月正式开学，并在其后惠州一中和深圳东升教育集团共同签署合作协议，即惠州一中方面出师资，深圳东升集团出资金合办此学校。
当时该学校为了鼓励应届生就读该学校，曾做出如下承诺：一是对中考成绩在全级排名前100名者，无论中考志愿是否填报惠州一中，无论中考成绩是否达到惠州一中公布的分数线皆统一被录取进惠州市第一中学；二是每学期期末考试成绩在全级前50名者按成绩顺序给予不同等级的奖学金。
该学校在2001年创办之初因为学校校址正在建设当中，故该校首届生在2001年-2002年学年并不在校本部上课，而是借在惠州市第一中学南湖校区的初中楼一、二搂进行教学，而当时南山学校的教学与惠州一中的教学资源共享。而在办学之初的这个学年，南山一中的校名并非惠州市第一中学南山学校，而是临时性地成为惠州市第一中学附属学校，某种程度上承认了其为惠州一中变相的初中部。

## 搬迁新址
现在的惠州市南山学校是2002年8月底学校建成之后随即迁入的，地址位于偏惠州郊区的惠城区河南岸下马庄11号小区。由于新校址在当时处于惠州郊外，地处偏僻，且学校附近仅一条公交线路经过，故学校在提供住宿的同时也提供校巴接送走读生。
学校占地面积3.6万平方米，建筑面积2.5万平方米，建筑主体主要是教学楼和宿舍楼，并有小型公园和草坪足球场，不过该足球场现已改为篮球场。
除了初中部，在搬迁新址后学校亦开办了小学部。

## 更名自办
2004年，该校首届应届生参加中考并取得不错的成绩，同时学校的被惠州一中录取的承诺也被兑现。但同年惠州一中高中部开始搬迁至新建成的东江学府校区，惠州一中也开始宣布在原来的南湖校区复办初中部，原调去南山学校的惠州一中初中部的教师被召回校本部，至此惠州一中和深圳东升教育集团的合作正式结束，学校收归深圳东升教育集团管理，因此2004年9月学校正式更名为现名惠州市南山学校。

## 学校轶事
- 南山学校是惠州第一个在每间教室配备电脑、背投电视的学校，同时也是惠州第一个无粉笔上课、使用白板油性笔教学的学校。
- 南山学校也是全惠州唯一拥有自己的校园电视台“南山电视台”。
- 南山学校的首任校长为惠州一中的校长苗理正，办学之初曾兼两所学校校长之职，2002年从惠州一中退休后专职南山一中校长，后由丘和坤接任。2009年8月其校长为王展森。